# Флеминг, Эндрю
Эндрю Флеминг (англ. Andrew Fleming, род. 30 декабря 1965 года) — американский сценарист, режиссер и продюсер.

## Фильмография
| Год  | Название             | Режиссер | Сценарист | Исполнительный Продюсер |
| ---- | -------------------- | -------- | --------- | ----------------------- |
| 1988 | Плохие сны           | Да       | Да        | Нет                     |
| 1994 | Трое                 | Да       | Да        | Нет                     |
| 1994 | Каждый вдох          | Нет      | Да        | Нет                     |
| 1996 | Колдовство           | Да       | Да        | Нет                     |
| 1999 | Подруги президента   | Да       | Да        | Нет                     |
| 2003 | Свадебная вечеринка  | Да       | Нет       | Нет                     |
| 2007 | Нэнси Дрю            | Да       | Да        | Нет                     |
| 2008 | Гамлет 2             | Да       | Да        | Да                      |
| 2014 | Босиком по городу    | Да       | Нет       | Нет                     |
| 2018 | Идеальный дом        | Да       | Да        | Нет                     |
| 2020 | Колдовство: Наследие | Нет      | Нет       | Да                      |

## Награды и номинации
| Год  | Награда                                   | Категория                                        | Номинация         | Рехультат | Прим. |
| ---- | ----------------------------------------- | ------------------------------------------------ | ----------------- | --------- | ----- |
| 2009 | Gold Derby Awards                         | Оригинальная песня                               | Гамлет 2          | Номинация |       |
| 2009 | OFTA Film Awards                          | Лучшая музыка, лучшая песня                      | Гамлет 2          | Номинация |       |
| 2014 | Santa Barbara International Film Festival | Panavision Spirit Award for International Camera | Босиком по городу | Номинация |       |
| 2018 | Edinburgh International Film Festival     | Audience Award                                   | Идеальный дом     | Номинация |       |
| 2018 | FilmOut Audience Awards                   | Лучшая комедия                                   | Идеальный дом     | Победа    |       |